# Zwarte pacu
De zwarte pacu (Colossoma macropomum) is een straalvinnige vissensoort uit de onderfamilie van de echte piranha's (Serrasalminae). De wetenschappelijke naam van de soort is voor het eerst geldig gepubliceerd in 1818 door Cuvier. De vis kan een lengte bereiken van 108 cm. Het is de enige soort die behoort tot het geslacht Colossoma.

## Leefomgeving
Colossoma macropomum is een zoetwatervis. De vis prefereert een tropisch klimaat. Het verspreidingsgebied beperkt zich in principe tot Zuid-Amerika. De vis komt ook voor in Papoea-Nieuw-Guinea, waar deze in 1994 in de rivier de Sepik is geïntroduceerd voor de visvangst. De introductie van de pacu in Papoea-Nieuw-Guinea heeft daarentegen voor meer problemen gezorgd voor de lokale bevolking. De pacu is van nature een plantetende vis. Maar door gebrek aan voedsel is de pacu ook andere vissoorten gaan eten. Lokale mensen geven de schuld aan de vis voor de weggegeten inheemse soorten. De pacu is, door zijn zoektocht naar vlees, ook verantwoordelijk voor een aantal aanvallen op mensen.
De vis is in 2013 waargenomen in Scandinavië. De diepteverspreiding is 0 tot 5 m onder het wateroppervlak.

## Relatie tot de mens
Colossoma macropomum is voor de visserij van beperkt commercieel belang. In de hengelsport wordt er weinig op de vis gejaagd. De soort wordt gevangen voor commerciële aquaria.
Voor de mens is Colossoma macropomum verwondingverwekkend. In feite is beweerd dat de vis zich met name richt op het scrotum. Maar hierover doen veel verschillende verhalen de ronde.
Opmerkelijk is het gebit van de pacu, deze heeft vele kenmerken van een menselijk gebit.